# ペラルゴニジン

ペラルゴニジン(Pelargonidin)は、アントシアニジンに分類される化学物質。および植物性色素の一つ。
テンジクアオイ、熟したラズベリーとイチゴ、ブルーベリー、クロイチゴ、スモモ、クランベリー、ザクロなど、広範な高等植物の花弁および果実に、赤色の色素として配糖体の形で含まれ、他のアントシアニンと同様に抗酸化作用を持つ。

## 歴史
Pelargonium inquinans (L.) L’Hérと推定される緋色のテンジクアオイから A. B. Griffithsにより初めて抽出され、ペラルゴニジンと名付けられたのち、リヒャルト・ヴィルシュテッターおよびElmer K. Boltonにより詳細に調査された。ロバート・ロビンソンの研究チームに所属していたThomas Malkinが初の合成を成功させ、そののちもさらなる合成法が発見されている。植物体には果実酸と結合した状態で含まれ、これを単離するには塩酸と反応させてペラルゴニジンクロリドとする。ペラゴニジンクロリドは結晶の形で市販もされている。
ペラルゴニジンの合成法の一例として、部分的に-OH基を保護した2つの分子の縮合による方法を以下に示す。1つめの分子、レゾルシノールを出発物質とし、ガッターマン反応によるホルミル化で得られる2,4,6-トリヒドロキシベンゾアルデヒドの、-OH基のうちひとつを塩化ベンゾイルにより保護した分子と、2つめの分子、2,4'-ジヒドロキシアセトフェノンの2アセチル化物（系統名2,4′-ジアセトキシ-1-フェニルエタノン）を室温・酸性条件下で縮合させると、保護基のついたフラビリウムカチオンが得られる。保護基を水酸化ナトリウムによるケン化により除去したのち、塩酸で処理することによりペラルゴニジンクロリドが得られる。

## 生化学
ペラルゴニジンはアグリコンとしてさまざまな糖と配糖体を形成する。例として、グルコースと3-グルコシド（ペラルゴニジン-3-O-グルコシド）や3,5-ジグルコシドを形成する。